# فريدرش دانيل فون ركلينغهاوزن
فريدرش دانيل فون ركلينغهاوزن (بالألمانية: Friedrich Daniel von Recklinghausen) هو طبيب ألماني مختص بعلم الأمراض، ولد في عام 1833 في كوترسلوه في مقاطعة فيسفاليا السابقة وتوفي في عام 1910 في ستراسبورغ. وهو والد عالم وظائف الأعضاء هاينريش فون ركلينغهاوزن.

## روابط خارجية
- فريدرش دانيل فون ركلينغهاوزن على موقع الموسوعة البريطانية (الإنجليزية)